# Атаиде да Силва, Отавио
Отавио Атаиде да Силва (порт.-браз. Otávio Ataide da Silva), более известный, как Отавио (порт.-браз. Otávio; род. 21 апреля 2002, Itaim Paulista District) — бразильский футболист, защитник клуба «Порту».

## Клубная карьера
Отавио — воспитанник клубов «Интернасьонал» и «Фламенго». 27 сентября 2020 года в матче против «Палмейрас» он дебютировал в бразильской Серии А в составе последних. В том же году Отавио стал чемпионом Бразилии. В 2022 году игрок на правах аренды выступал за «Сампайо Корреа». В 2023 году Отавио был арендован португальским клубом «Фамаликан». 3 апреля в матче против «Ароки» он дебютировал в Сангриш лиге. По окончании аренды клуб выкупил трансфер футболиста и он подписал контракт на 5 лет. 22 сентября в поединке против «Ароки» игрок забил свой первый гол за «Фамаликан».
В начале 20204 года Отавио подписал контракт с «Порту», подписав контракт на четыре с половиной года. Сумма трансфера составила 12 млн. евро за восемьдесят процентов прав. 17 февраля в матче против «Эштрела Амадора» он дебютировал за новую команду. В своём дебютном сезоне Отавио помог клубу завоевать Кубок Португалии. 26 января 2025 года в поединке против «Санта-Клара» игрок забил свой первый гол за «Порту».  

## Достижения
Клубные
 «Сантос»
- Победитель бразильской Серии A — 2020

 «Порту»
- Обладатель Кубка Португалии — 2023/2024